# 1873 en philosophie
Chronologie de la philosophie
- 1869
- 1870
- 1871
- 1872
- 1873
- 1874
- 1875
- 1876
- 1877

L’année 1873 a été marquée, en philosophie, par les événements suivants :

## Publications
- État et anarchie, de Mikhaïl Bakounine.
- Rédaction de Vérité et mensonge au sens extra-moral,  de Friedrich Nietzsche.
- Publication de la première des Considérations inactuelles (Unzeitgemässe Betrachtungen), de Friedrich Nietzsche : David Strauss, sectateur et écrivain.

### Rééditions
- Blaise Pascal, Pensées de Pascal, précédées de Sa vie, par Mme Perier, sa sœur, Paris, Librairie de Firmin-Didot frères, fils & Cie, 1873 (lire en ligne)

## Naissances
- 15 janvier : Max Adler, philosophe autrichien, mort en 1937.
- 4 novembre : George Edward Moore, philosophe anglais, mort en 1958.

## Décès
- 8 mai : John Stuart Mill, philosophe utilitariste britannique, né en 1806, mort à 66 ans.